# 油井正昭
油井正昭（ゆい まさあき）は日本の造園学者。
千葉大学名誉教授、江戸川大学国立公園研究所客員教授。
日本レジャー・レクリエーション学会常任理事（副会長、会長）、日本造園学会 評議員（理事,監事,常務理事,関東支部長）、日本観光研究学会 理事（監事）、日本都市計画学会 学術委員（総務・企画委員）を歴任。（一社）自然環境共生技術協会の特別会員。
財団法人国立公園協会常務理事・元理事長。実績には美ケ原自然保護センター基本構想計画（1990年）日光国立公園（塩原地区）の景観（1991年）八溝山地域の景観（1993年）崎山湾自然環境保全地域等の周辺陸域環境保全（1999年）など多数。

## 経歴
- 1961年、千葉大学園芸学部 造園学科卒業。
- 1967年 - 1979年、千葉大学園芸学部 助手。
- 1979年 - 1987年、千葉大学園芸学部 講師。
- 1987年 - 1993年、千葉大学園芸学部 助教授。
- 1993年 - 2003年、千葉大学園芸学部 教授。風景計画学研究室主宰。
- 2003年- 桐蔭横浜大学医用工学部 生命・環境システム工学科教授。

## 著書
著書に『レンジャーの先駆者たち』（共著、財団法人/自然公園財団、2003年）

## 受賞
1985年（財）国立公園協会第6回田村賞。1989年、日本造園学会賞(研究論文部門)。1999年（平成21年）度第28回日本造園学会上原敬二賞受賞。2014年（平成26年）度「みどりの日」自然環境功労者環境大臣表彰受彰。

## 所属学会
- 日本観光研究学会
- 国際造園学会
- 日本レジャー・レクリエーション学会
- 農村計画学会
- 日本都市計画学会
- 日本造園学会